# Габровница (приток на Искър)
Вижте пояснителната страница за други значения на Габровница.
Габровница е река в България, Софийска област – община Своге, десен приток на река Искър. Дължината ѝ е 22 км. Ржана планина.
Река Габровница извира на около 600 м западно от връх Брезовишка чукла (1378 м) в Ржана планина, Стара планина, на 1275 м н.в. В началото тече в северозападна посока, а след манастира „Седемте престола“ – в северна, в дълбока залесена долина между Ржана планина на североизток и изток и Голема планина на югозапад и запад. При село Габровница (на 2 км преди устието ѝ) долината ѝ се разширява и се влива отдясно в река Искър на 318 м н.в.
Площта на водосборния басейн на реката е малък – 96 км2, което представлява едва 1,1% от водосборния басейн на река Искър.
Основни притоци: Зимнишки дол (десен), Брезовска река (ляв), Зеленишка река (десен), Еленовдолска река (десен).
Пълноводието на реката е през месеците март-юни, дължащо се на снеготопене и дъждове, а маловодието – юли – октомври.
По течението на реката са разположени 2 села в Община Своге: Осеновлаг и Габровница и забележителният манастир „Седемте престола“.

## Топографска карта
- Лист от карта K-34-48. Мащаб: 1 : 100 000.
- Лист от карта K-34-47. Мащаб: 1 : 100 000.
- Лист от карта K-34-35. Мащаб: 1 : 100 000.